# Gyógypedagógus
A gyógypedagógus fogyatékossággal élő gyermekekkel, fiatalokkal és felnőttekkel foglalkozó felsőfokú végzettségű diplomás szakember. Szakszerű segítséget nyújt a szakirányú végzettségének megfelelő népességcsoportok számára gyógypedagógiai fejlesztés, nevelés, oktatás és pedagógiai kísérés formájában, valamint segédkezik a funkciózavaraik (kognitív, szociális, szomatikus, érzékelési, észlelési stb.) korrekciójában, illetve kompenzálásában, életviteli nehézségeik kezelésében, habilitációjukban és rehabilitációjukban. 
A gyógypedagógusok kompetenciája a választott szakirányának (autizmus spektrum pedagógiája, értelmileg akadályozottak pedagógiája, hallássérültek pedagógiája, látássérültek pedagógiája, logopédia, pszichopedagógia, szomatopedagógia, tanulásban akadályozottak pedagógiája) megfelelő népességcsoport ellátására terjed ki. 

## Gyógypedagógusok képzése
Magyarországon a gyógypedagógusok képzése a pedagógusképzés, tehát a neveléstudomány területén zajlik. 1900-tól 2000-ig csak a Bárczi Gusztáv Gyógypedagógiai Tanárképző Főiskolán folyt. (2000. január 1-től az intézmény az Eötvös Loránd Tudományegyetem (ELTE) Bárczi Gusztáv Gyógypedagógiai Karaként végzi ezt a tevékenységet.) Ma már számos intézményben van lehetőség a gyógypedagógia különböző szakirányain képzettséget szerezni: 
- Debreceni Egyetem Gyermeknevelési és Gyógypedagógiai kar
- Eötvös Loránd Tudományegyetem Bárczi Gusztáv Gyógypedagógiai Kar
- Kaposvári Egyetem Pedagógiai Kar
- Széchenyi István Egyetem Apáczai Csere János Kar (A felsőoktatási intézménystruktúra 2015. évi átszervezése előtt: 2015-ig: Nyugat-magyarországi Egyetem Apáczai Csere János Kar)
- Szegedi Tudományegyetem Juhász Gyula Pedagógusképző Kar
- Eszterházy Károly Katolikus Egyetem

## A gyógypedagógusok szakképzettsége
A gyógypedagógusok nyolc szakirány közül egy vagy két területre specializálódnak, és a végzettség megszerzésével ezen szakirány(ok)nak megfelelő népességcsoportok ellátására szereznek kompetenciát.
Gyógypedagógus, autizmus spektrum pedagógiája szakirányon: Az autizmussal élő gyermekek, fiatalok és felnőttek speciális nevelési, fejlesztési szükségleteinek megállapítására, a fejlesztő tevékenység területeinek és eszközeinek meghatározására, valamint állapotának és élethelyzetének javítására irányuló gyógypedagógiai nevelési, oktatási, fejlesztési, terápiás, prevenciós és rehabilitációs feladatok ellátására képzett szakember.
Gyógypedagógus, értelmileg akadályozottak pedagógiája szakirányon: Az értelmileg akadályozott (középsúlyos, súlyos és legsúlyosabb fokú értelmi fogyatékos és halmozottan sérült) gyermekek, fiatalok és felnőttek speciális nevelési, fejlesztési szükségleteinek megállapítására, gyógypedagógiai diagnózis készítésére, gyógypedagógiai nevelési, oktatási, fejlesztési, terápiás, prevenciós és rehabilitációs feladatok ellátására, differenciált egyéni és csoportos fejlesztésre, a fejlesztő tevékenység területeinek és eszközeinek meghatározására szakosodott gyógypedagógus. 
Gyógypedagógus, hallássérültek pedagógiája szakirányon: A hallássérült gyermekek nevelési-oktatási feladatainak ellátására, a korai tanácsadás tevékenységeinek ellátására, az egyéni habilitációs-rehabilitációs feladatok ellátására, általános rehabilitációs jellegű feladatok ellátására, a pedoaudiológiai feladat ellátásában való részvételre szakosodott gyógypedagógus.
Gyógypedagógus, látássérültek pedagógiája szakirányon: A látássérült gyermekek, fiatalok és felnőttek speciális fejlesztési, nevelési, oktatási és rehabilitációs szükségleteinek meghatározására, a látássérülés fokának, jellegének megállapítására, a látássérült gyermekek fejlesztésére, a szembetegségek és azokból fakadó következmények gyógypedagógiai feladatainak ellátására, az egyéni tanulási szükségletek felmérésére, értékelésére, az egyéni és társas tanulási környezet tervezésére, kialakítására, a funkcionális látás fejlesztésére, a látássérült tanulók számára megfelelő tanítási médiumok tervezésére, elkészítésére és alkalmazására szakosodott gyógypedagógus.
Gyógypedagógus, logopédia szakirányon (logopédus): Az orofaciális, fonációs, beszéd- és nyelvi zavarok és a specifikus tanulási zavarok (diszlexia, diszgráfia, diszkalkulia) felismerésére, vizsgálatára, elkülönítésére szakosodott gyógypedagógus, aki a zavarnak megfelelő logopédiai (nyelv- és beszédterápiás) ismeretterjesztő, prevenciós, nevelési-oktatási, fejlesztési, kezelési és terápiás feladatok megtervezését és végrehajtását végzi.
Gyógypedagógus, pszichopedagógia szakirányon (pszichopedagógus): A tanulási, érzelmi és viselkedészavarok diagnosztizálására és ellátására szakosodott gyógypedagógus, aki képes felismerni a pszichés fejlődés zavarait, a tanulási zavarokat (diszlexia, diszgráfia, diszkalkulia, figyelemzavar), valamint a rendszerint gyermek- vagy serdülőkori kezdettel megjelenő érzelmi és viselkedészavarokat, szociális-szocializációs nehézségeket, pszichoszociális fogyatékosságot és az érintett személyek gyógypedagógiai ellátására irányuló komplex tevékenységet végezni. Gyógypedagógiai ellátásban részesíti azon kiemelt figyelmet igénylő személyek csoportját, akik különleges bánásmódot igényelnek, azon belül sajátos nevelési igényűek, egyéb pszichés fejlődési, súlyos tanulási, figyelem- vagy magatartásszabályozási zavarral küzdenek.
Gyógypedagógus, szomatopedagógia szakirányon (szomatopedagógus): A mozgásos akadályozottsággal járó állapotváltozások ismeretében a személyiségfejlődést befolyásoló gyógypedagógiai, szomatopedagógiai eljárások, módszerek, eszközök kiválasztására, illetve alkalmazására szakosodott gyógypedagógus, aki a terápiát, fejlesztést, nevelést, oktatást, egészségügyi és pedagógiai célú rehabilitációt végzi. Tevékenysége hasonló, de nem azonos a konduktor vagy a gyógytornász tevékenységével.
Gyógypedagógus, tanulásban akadályozottak pedagógiája szakirányon: A tanulásban akadályozott (beleértve az enyhén értelmi fogyatékos gyermekeket is), a tanulási zavarral és tanulási nehézséggel küzdő gyermekek és fiatalok speciális nevelési, fejlesztési szükségleteinek megállapítására, a fejlesztő tevékenység területeinek és eszközeinek meghatározására és a (gyógy)pedagógiai diagnózis készítésére szakosodott gyógypedagógus, aki a nevelési, oktatási, fejlesztési, terápiás, prevenciós, habilitációs és rehabilitációs feladatok megtervezésére és ellátását végzi.

## A gyógypedagógus munkaköre
Főbb alkalmazási területek: gyógypedagógiai óvodák, gyógypedagógiai iskolák (ezekben mintegy 6500 gyógypedagógus dolgozott az 1990-es években), egyéb gyógypedagógiai intézmények, gyógypedagógiai szakszolgáltatás integrált iskoláztatás szakmai szolgáltató, egészségügyi, rehabilitációs, gyermek- és ifjúságvédelmi intézmények, stb. (Nincs statisztikai adat arról, hogy ezeken a területeken hány gyógypedagógus dolgozik.)
Kompetenciája (szaktudás, gyakorlati tevékenység és személyiségvonások együttese): a speciális nevelési szükségletek, életvezetési problémák átfogó felméréséből adódó gyógypedagógiai feladatok meghatározása és ezek ellátása. 
A gyógypedagógus tanári tevékenységének leggyakoribb formája a szakterületének megfelelő gyógypedagógiai iskolákban végzett nevelő-oktató munka az eltérő/külön tantervek és programok alapján. Feladata az évfolyam/képességszint szerint működő tanulócsoportok vezetése, a sérülés jellegéhez és súlyosságához igazodó műveltségtartalom feldolgozása speciális eljárásokkal, a tanulók differenciált képességfejlesztése, egyéni segítségnyújtás, a teljesítmények értékelése a pedagógiai diagnosztika eszközeivel. Szervezi és vezeti a tanórán kívüli fejlesztő foglalkozásokat, szabadidős programokat. Együttműködik a nevelő partnerekkel (szülő, nevelőtanár, napközivezető gyógypedagógiai asszisztens, stb.). 
A gyógypedagógus egyes munkakörökben (pl. a logopédus vagy a pszichopedagógus) többnyire egyéni vagy kiscsoportos foglalkozások/tanórák keretében végzi munkáját. A gyógypedagógus a tanköteles kor előtt és után is segíti a gyógypedagógiai támogatást igénylőket: például a korai nevelés intézményeiben és a gyógypedagógiai óvodákban, esetenként utazó tanárként (egyéni oktatás a gyermek lakóhelyén), vagy home training (otthoni gyakorlás) formájában; tanácsot ad a pályaválasztásban, és a speciális szakiskolákban részt vesz az oktatásban, ill. a munkába állításban. Az egész életen át segítést igénylő felnőttkorú fogyatékossággal élő emberek minél teljesebb értékű életmódjának kialakítása céljából lakóotthonok, családszerűen együtt élő közösségek létrehozásán dolgozik. 
A gyógypedagógus terápiás tevékenységei: gyógypedagógiai vizsgáló eljárásokkal (részben önállóan, részben diagnosztikus teamekben) feltárja fogyatékosság (sérülés, akadályozottság) kialakulásának folyamatát, leírja az érintett személy fejlődéstörténetét, a vizsgálati anyagokat gyógypedagógiai szempontból elemzi, megállapítja a fejlesztőterápiás feladatokat, kiválasztja a legmegfelelőbb eljárásokat. Megtervezi ezek időtartamát, szakaszait, hatásuk megállapításának módjait (pl. tudáspróbák, tesztek, viselkedés megfigyelése). A fejlesztő-terápiás foglalkozásokat vezeti, az eredményeket dokumentálja (napló, videofilm stb.). Konzultál más szakemberekkel, tanácsot ad a szülőknek, pedagógusoknak. 
Egyre több hazai gyógypedagógus vesz részt (más pedagógusokkal együttműködve) az integráltan nevelt gyermekek, fiatalok oktatásában, közreműködnek az integrált nevelés pedagógiai feltételeinek, módszereinek kidolgozásában, ill. az erre vállalkozó iskolák, szülők, közvélemény tájékoztatásában. 
A gyógypedagógusok nagy többsége felkészültsége és munkaköre szerint gyakorlati gyógypedagógiai munkát végez. Emellett sokan részt vesznek a gyógypedagógiai gyakorlat fejlesztésében (empirikus vizsgálatok, kísérletek végzése, új eljárások, nevelési feltételek kidolgozása, kipróbálása, korszerű technikai/elektronikai eszközök alkalmazása, a tapasztalatok közlése). 
Szükség esetén a gyógypedagógus nemcsak tanári vagy terápiás feladatokat végez, hanem azzal is foglalkozik, hogy a fogyatékos, sérült, akadályozott fejlődésű személy fejlődését, élethelyzetét a legkedvezőbben befolyásolja a családban, az oktatási intézményekben, munkahelyeken; részt vesznek a fogyatékosok ügyét képviselő szakmai és civil szervezetek munkájában. Hozzájárulnak a fogyatékosokkal szembeni előítéletek, megbélyegzés csökkentéséhez, ill. a fogyatékosságok kedvezőtlen hatásainak enyhítéséhez és megelőzéséhez. 